# Metro de Róterdam

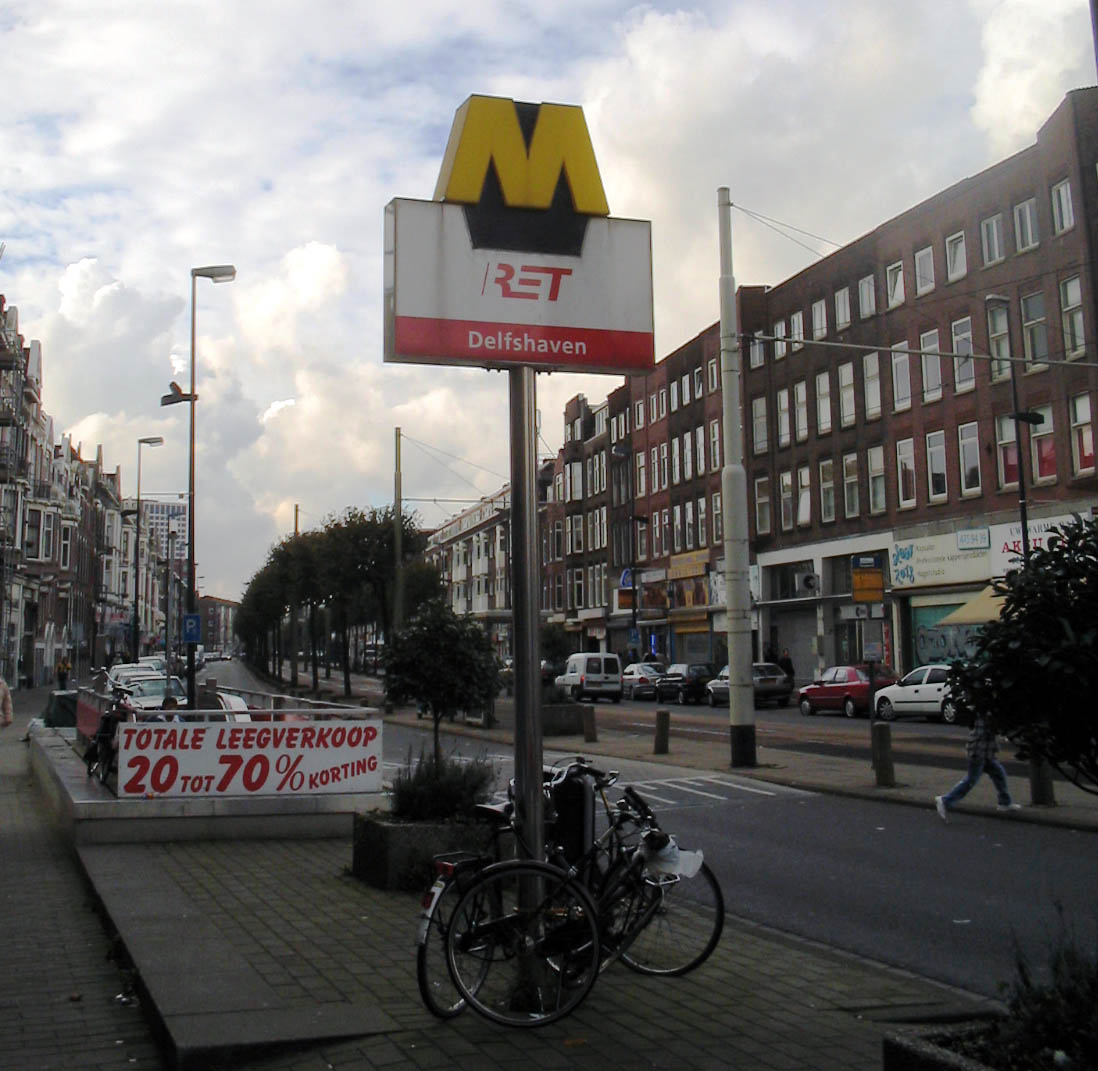
Logotipo del metro y estación de Delfshaven

El Metro de Róterdam (Rotterdamse metro en neerlandés) es el sistema de transporte público ferroviario y metropolitano que opera en Róterdam y varios municipalidades. La empresa encargada de la gestión es el RET. En 1968 fue inaugurada la primera línea (actual Línea D) denominada "Erasmuslijn" (Norte - Sur) y cuyo trayecto cubría el recorrido desde Centraal Station hasta Zuidplein a su paso por el río Nuevo Mosa. En el momento de su apertura, fue la primera línea metropolitana de los Países Bajos además de ser la línea más corta del mundo con 5,9 km.
En 1982 quedó inaugurada la segunda línea entre Capelsburg y Coolhaven denominada "Calandlijn"(Línea Oeste - Este). A partir de los años 90 el nombre de dichas líneas fueron cambiadas por el de personalidades célebres como Desiderius Erasmus (Norte - Sur) y Caland (Oeste - Este) por Pieter Caland. En diciembre de 2009 se decidió suprimir los nombres y enumerar los trayectos mediante letras y colores con el fin de simplificar el mapa de la red y los ramales, en especial la antigua Oeste - Este.
La estación Beurs es el intercambiador entre las 5 líneas. 

## Líneas
| Línea   | Trayecto (Norte / Este – Sur / Oeste) | Nº de estaciones | Longitud;(km) | Observaciones                                        | Enlaces con NS                                    |
| ------- | ------------------------------------- | ---------------- | ------------- | ---------------------------------------------------- | ------------------------------------------------- |
| Línea A | Binnenhof – Vlaardingen West          | 20               | 17,2          | Proyecto de ampliación hasta Vlaardingen West.       | Schiedam Centrum Blaak Alexander                  |
| Línea B | Nesselande – Hoek van Holland Haven   | 23               | 20,1          | Proyecto de ampliación hasta Hoek van Holland Playa. | Schiedam Centrum Blaak Alexander                  |
| Línea C | De Terp – De Akkers                   | 26               | 30            |                                                      | Schiedam Centrum Blaak                            |
| Línea D | Rotterdam Centraal – De Akkers        | 17               | 21            |                                                      | Rotterdam Centraal                                |
| Línea E | Den Haag Centraal – Slinge            | 23               | 27            | Parte de RandstadRail.                               | Den Haag Centraal Laan van NOI Rotterdam Centraal |